# Durmignat
Durmignat ist eine französische Gemeinde mit 214 Einwohnern (Stand 1. Januar 2022) im Département Puy-de-Dôme in der Region Auvergne-Rhône-Alpes (vor 2016 Auvergne). Sie gehört zum Arrondissement Riom und zum Kanton Saint-Éloy-les-Mines (bis 2015 Montaigut).

## Geographie
Durmignat liegt in der Landschaft Combraille im Norden des Zentralmassives, etwa 38 Kilometer südöstlich von Montluçon.
Die angrenzenden Gemeinden sind Lapeyrouse im Norden, Échassières im Osten, Moureuille im Süden, Saint-Éloy-les-Mines im Südwesten sowie Buxières-sous-Montaigut im Westen.

## Bevölkerungsentwicklung
| Jahr                       | 1962 | 1968 | 1975 | 1982 | 1990 | 1999 | 2006 | 2013 |
| Einwohner                  | 400  | 347  | 289  | 243  | 224  | 188  | 199  | 201  |
| Quellen: Cassini und INSEE |      |      |      |      |      |      |      |      |

## Sehenswürdigkeiten
- Kirche Saint-Roch aus dem 13. Jahrhundert